# Asamkirche
Asamkirche, även benämnd St. Johann Nepomuk Kirche, i München uppfördes åren 1733–1746 av bröderna Cosmas Damian Asam och Egid Quirin Asam. Kyrkan är helgad åt den helige Johannes Nepomuk (död 1393).
I interiören har arkitektur, skulptur, måleri och stuckatur förenats till en harmonisk helhet, något som kallas för Gesamtkunstwerk.